# Măneciu-Ungureni, Prahova
Măneciu-Ungureni (mai vechi, Valea Lungă) este satul de reședință al comunei Măneciu din județul Prahova, Muntenia, România.
Așezarea este atestată documentar în 1774.
Localitatea a avut rang de comună din 1864 până în 1968, când a fost desființată.